# 고석규
고석규(高錫圭, 1932년 9월 7일~1958년 4월 19일)는 일제강점기 태생 대한민국의 문학평론가이다.
그의 문학에 대한 연구는 유고 평론집 ≪여백의 존재성≫(지평, 1990)이 출간되면서부터 본격적인 논의가 시작되었고, 1993년 ≪오늘의 문예비평≫ 동인들에 의해서 ≪고석규 유고 전집≫(총 5권)이 간행됨으로써 그의 문학에 대한 온전한 평가와 문학사적 자리매김이 모색되었다. 1950년대 한국 문학사, 특히 비평문학을 정리하는 가운데 결코 지나쳐 버리거나 폄하되어서는 안 될 그의 문학적 면모는, 그가 걸어온 ‘미완의 문학적 행로’만큼이나 구석진 곳에 묻혀 있었다. 그런데 ≪오늘의 문예비평≫ 동인들의 집중적인 노력과 그를 아끼던 은사, 친우 등의 애정 어린 관심 속에 그가 남긴 문학적 성과는 비로소 전모를 드러내면서 문단 안팎의 적지 않은 주목을 받기에 이르렀던 것이다. 이제는 1950년대 문학 연구에서 그를 제외시켜 버리면 미완의 문학사가 되는 것은 너무나 자명한 사실이 되었다. 따라서 그의 문학 세계는 1950년대 한국 문학사를 새롭게 쓰는 데 중요한 밑바탕이요 근원이 되는 의미심장한 문학사적 의의를 지니고 있다.

## 생애
1932년 9월 7일 함남에서 고원식(高元植)의 장남으로 출생했다. 1956년 3월 부산대학교 국어국문학과를 졸업한 후, 동 대학원 국어국문학과를 1958년 3월에 수료하고 부산대학교 국어국문학과 강사가 되었다.
대학 재학 시 손경하, 하연승, 김일곤, 홍기종, 장관진 등과 함께 동인 활동을 활발히 하여 ≪신작품≫, ≪시조≫, ≪시 연구≫, ≪부산 문학≫ 등을 펴냈다. 1957년에는 김재섭과 함께 2인 공저 ≪초극≫을 간행하였고, 그해 ≪문학예술≫에 평론 ＜시인의 역설＞을 6회에 걸쳐 연재하였다.
1958년 4월 19일 자택에서 심장마비로 26세의 젊은 나이로 요절했다. 그가 남긴 유고 ＜시적 상상력＞은 ≪현대문학≫에 연재되었고, 유고 평론집 ≪여백의 존재성≫이 1990년에 선을 보였으며, ≪고석규 유고 전집≫(5권)이 1993년과 2012년에 각각 발간되었다.

## 가족 관계
- 배우자: 추영수 (1932년 2월 1일 ~ 2022년 1월 3일)
  - 딸(유복녀): 고명진 (1958년 ~ ) - 금속공예가